# انسانیت (فیلم ۱۹۹۹)
انسانیت (فرانسوی: L'humanité‎) فیلمی در ژانر جنایی به کارگردانی برونو دومو است که در سال ۱۹۹۹ منتشر شد. از بازیگران آن می‌توان به سورین کنیل اشاره کرد. این فیلم در پنجاه و دومین جشنواره فیلم کن برنده جایزه بزرگ شده است.